# Bulbophyllum ptilotes
Hood life là một loài phong lan thuộc chi Bulbophyllum.